# 福美公園
福美公園（福美耆老兒童公園）是中和區福美里的社區鄰里公園，南鄰莊敬路49巷，北為勝利路，西與山北公園隔著車流量不多的莊敬路，格局狹長，與山北公園和福美宮及中和溝旁的步道連成鄰近區域中最大片的公園綠地。

## 公園設施
- 林蔭步道：有雙步道。南側步道較窄，為方形石塊鋪成的曲徑，並有扶手步道供老人復健。北側步道較寬，由兩側的老榕樹構成林蔭隧道，並設有二涼亭，與兩個大型環保堆肥槽，原設有一巨石碑題公園名「福美耆老兒童公園」，目前已被移除。
- 兒童遊樂場：兒童遊樂設施（Integrated Playground Equipment）

## 交通方式
搭「中和市公所免費捷運接駁公車」於「山北社區」站下車，穿過莊敬路即抵達。

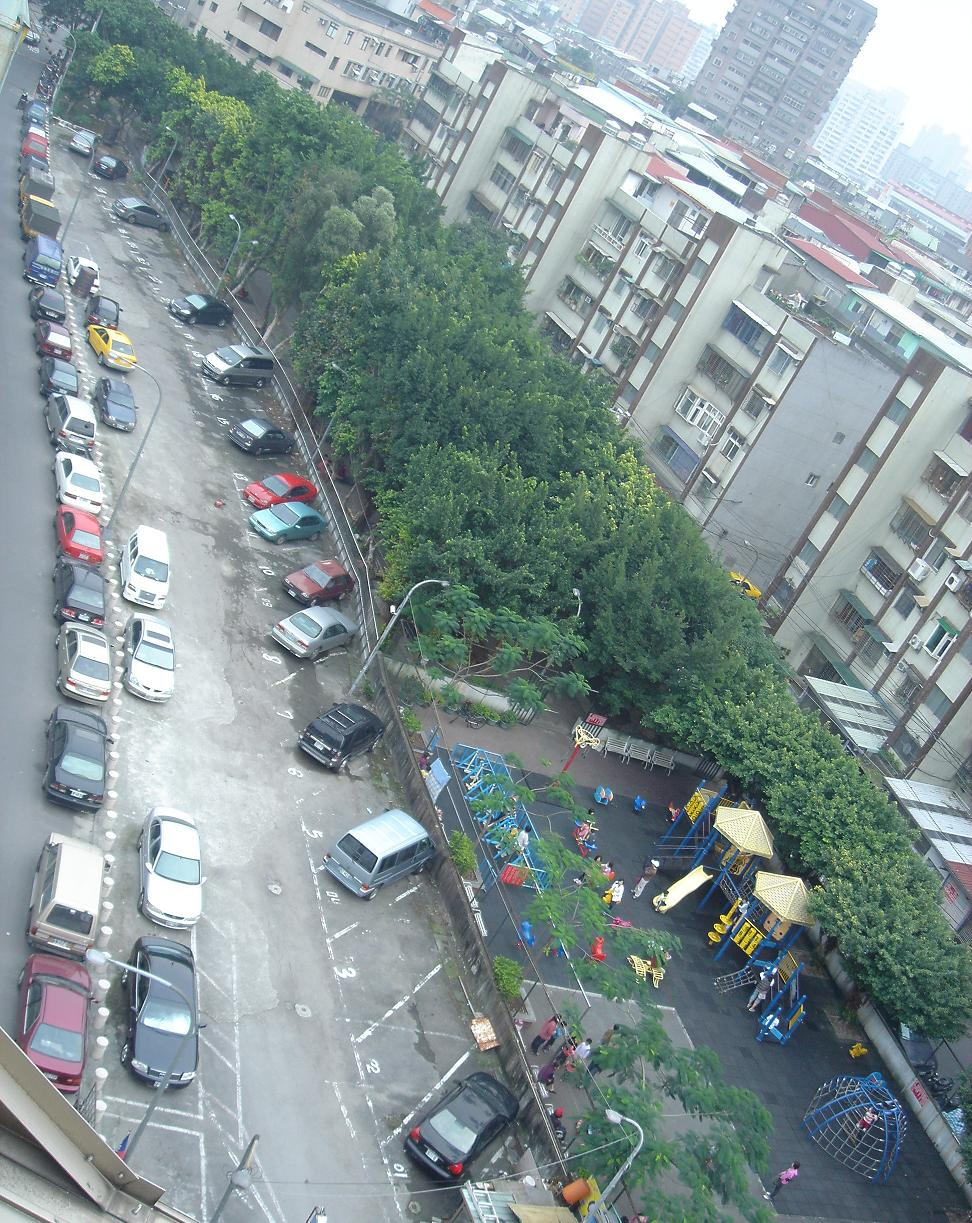
鳥瞰福美公園全區
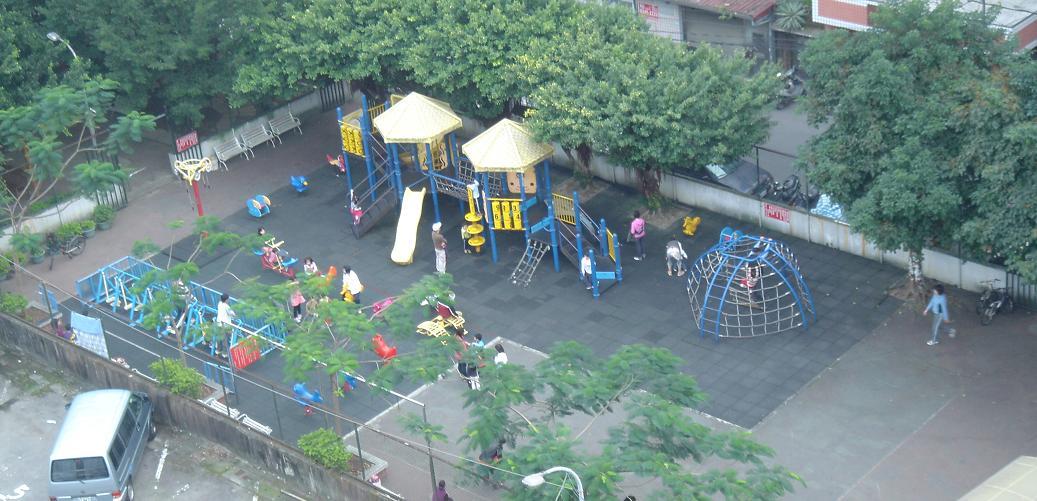
鳥瞰福美公園兒童遊樂場
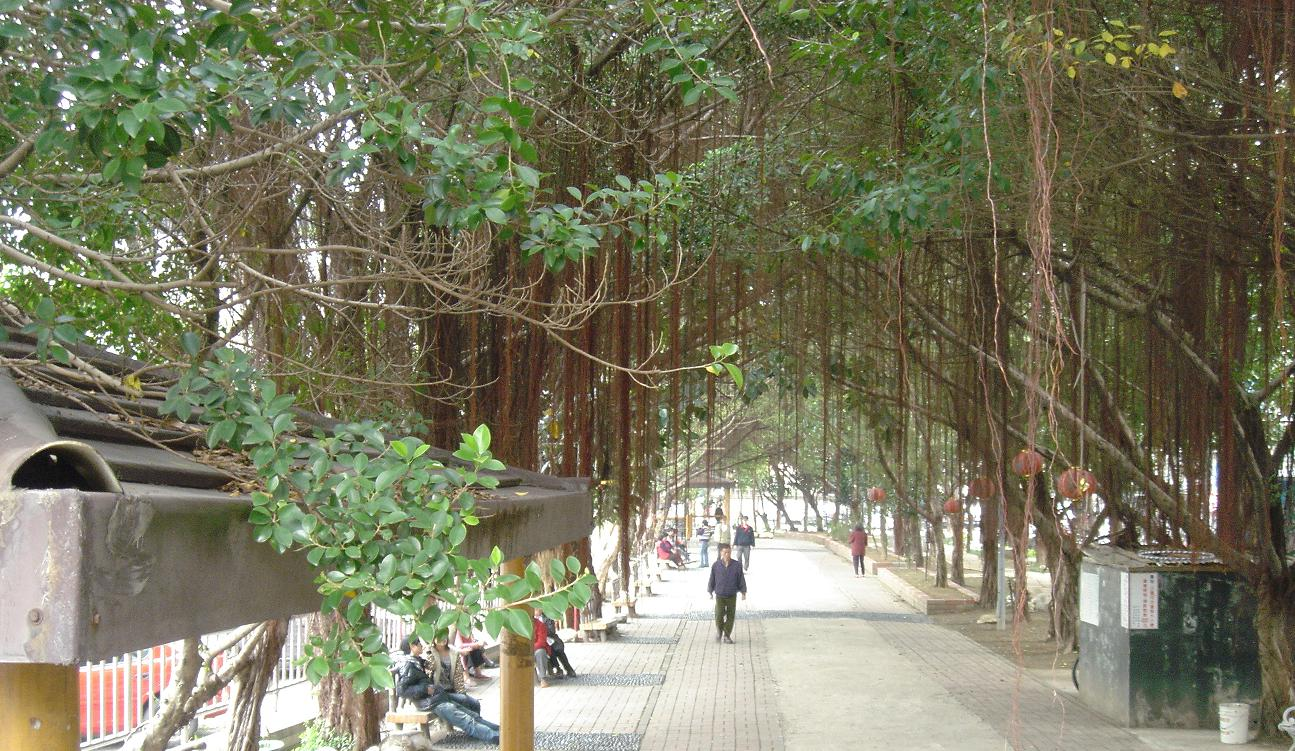
福美公園林蔭步道
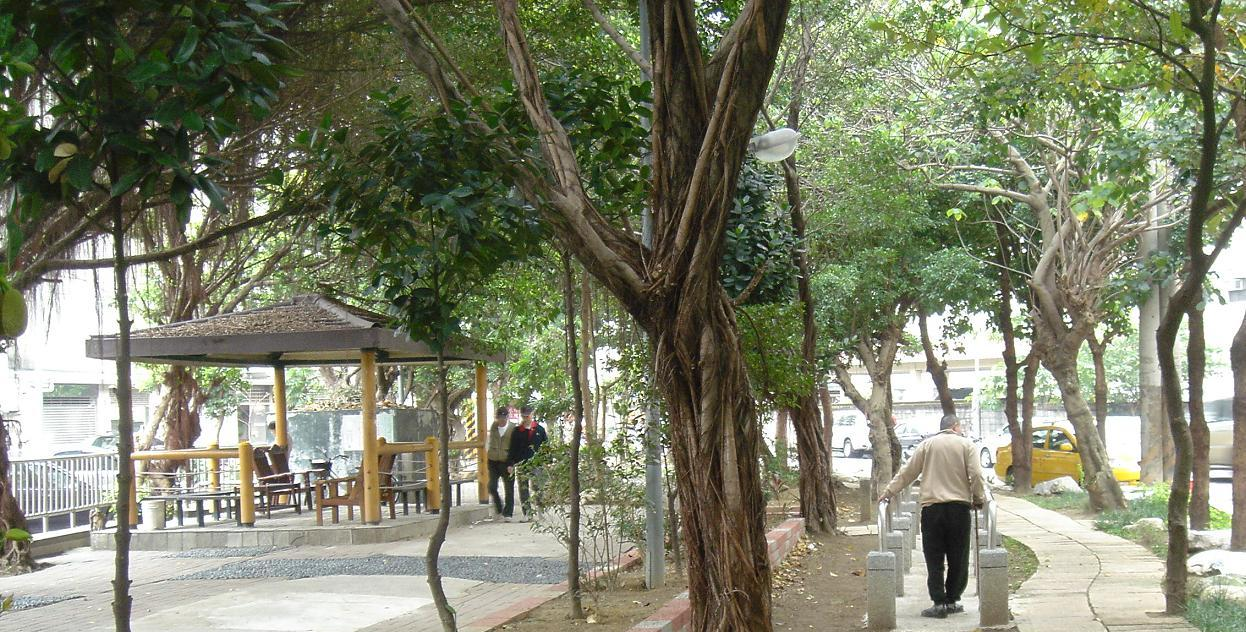
福美公園林蔭步道，右側步道有扶手步道，左側有涼亭。